# ماري هيلي
ماري هيلي (بالإنجليزية: Mary Heeley)‏ مواليد 30 مارس 1911 في برمنغهام، هي لاعبة كرة مضرب بريطانية سابقة. أعلى تصنيف لها في الفردي كان المركز الـ 6 في سنة 1932.

## النهائيات

### الزوجي المختلط (الوصافة 1)
| الحصيلة | السنة | البطولة        | الأرضية | الشريك             | المنافس                                   | النتيجة  |
| ------- | ----- | -------------- | ------- | ------------------ | ----------------------------------------- | -------- |
| الفوز   | 1933  | بطولة ويمبلدون | عشبية   | نورمان فاركوهارسون | غوتفريد فون كرام هيلدا كراهوينكيل سبيرلنغ | 5–7, 6–8 |